# Tom Hall
Tom Hall (Wisconsin, 2 settembre 1964) è un informatico e game designer statunitense, noto principalmente per essere stato uno dei membri della id Software.

## Biografia
Ha studiato alla University of Wisconsin-Madison e ha ricevuto il diploma in Scienze Informatiche.
Nel 1987 iniziò a lavorare con la Softdisk Inc., dove svolse il ruolo di programmatore ed editore di Big Blue Disk, un pacchetto software consegnato mensilmente. Assieme ad alcuni colleghi, John Romero, John Carmack, e Adrian Carmack, ha fondato la id Software.
Svolse il ruolo di creative director e di designer, lavorando su giochi come Commander Keen, Wolfenstein 3D, Spear of Destiny, e Doom.
Dopo diversi momenti di conflitto con John Carmack riguardo al design di Doom, Hall lasciò la id per lavorare con la Apogee/3D Realms. Svolse il ruolo di game designer di Rise of the Triad, produsse Terminal Velocity, e aiutò in diversi campi lo sviluppo di Duke Nukem II e Duke Nukem 3D. Fino al 1996 lavorò sul motore grafico di Prey, lasciando lo stesso anno la Apogee.
In seguito Hall cofondò la Ion Storm assieme a John Romero, dove produsse Anachronox. La compagnia non ebbe successo, che venne raggiunto solo con lo sviluppo di Deus Ex, dove Hall doppiò il personaggio Walton Simons. Tom e John in seguito lasciarono la compagnia per fondare Monkeystone Games, una casa di sviluppo con molte meno aspettative e piani decisamente meno importanti. Hall e Romero progettarono Hyperspace Delivery Boy!, commercializzato nel 2002. In seguito lui e Romero vennero impiegati dalla Midway Games, e la Monkeystone venne chiusa in gennaio 2005. Hall lasciò la Midway in quell'anno e in febbraio si unì a una compagnia chiamata KingsIsle Entertainment con base in Texas.

## Dopefish
Hall è anche il creatore del Dopefish, un personaggio con aspetto di un pesce verde con "espressione idiota", da lui stesso descritto come un pesce che "nuota, nuota e ha fame". Il Dopefish è comparso per la prima volta in Commander Keen, episodio IV, e molti riferimenti cameo ad esso si trovano in diversi videogiochi.